# Norvégia az 1980. évi téli olimpiai játékokon
Norvégia az egyesült államokbeli Lake Placidben megrendezett 1980. évi téli olimpiai játékok egyik részt vevő nemzete volt. Az országot az olimpián 7 sportágban 64 sportoló képviselte, akik összesen 10 érmet szereztek.

## Érmesek
| Érem  | Versenyző                                              | Sportág        | Versenyszám           |
| ----- | ------------------------------------------------------ | -------------- | --------------------- |
| Arany | Bjørg Eva Jensen                                       | Gyorskorcsolya | Női 3000 m            |
| Ezüst | Kay Arne Stenshjemmet                                  | Gyorskorcsolya | Férfi 1500 m          |
| Ezüst | Kay Arne Stenshjemmet                                  | Gyorskorcsolya | Férfi 5000 m          |
| Ezüst | Lars-Erik Eriksen Per Knut Aaland Ove Aunli Oddvar Brå | Sífutás        | Férfi 4 × 10 km váltó |
| Bronz | Frode Rønning                                          | Gyorskorcsolya | Férfi 1000 m          |
| Bronz | Terje Andersen                                         | Gyorskorcsolya | Férfi 1500 m          |
| Bronz | Tom Erik Oxholm                                        | Gyorskorcsolya | Férfi 5000 m          |
| Bronz | Tom Erik Oxholm                                        | Gyorskorcsolya | Férfi 10 000 m        |
| Bronz | Ove Aunli                                              | Sífutás        | Férfi 15 km           |
| Bronz | Brit Pettersen Anette Bøe Marit Myrmæl Berit Aunli     | Sífutás        | Női 4 × 5 km váltó    |

## Alpesisí
Férfi
| Versenyző             | Versenyszám      | 1. futam      | 1. futam      | 2. futam | 2. futam | Összesítés | Összesítés |
| Versenyző             | Versenyszám      | Idő           | Hely.         | Idő      | Hely.    | Idő        | Helyezés   |
| --------------------- | ---------------- | ------------- | ------------- | -------- | -------- | ---------- | ---------- |
| Arnt Erik Dale        | Lesiklás         |               |               |          |          | 1:49,26    | 19.        |
| Erik Håker            | Lesiklás         |               |               |          |          | 1:49,09    | 17.        |
| Jarle Halsnes         | Műlesiklás       | 56,44         | 19.           | 53,69    | 18.      | 1:50,13    | 16.        |
| Jarle Halsnes         | Óriás-műlesiklás | 1:21,64       | 12.           | 1:22,85  | 14.      | 2:44,49    | 11.        |
| Knut Erik Johannessen | Műlesiklás       | nem ért célba | nem ért célba | kiesett  | kiesett  | kiesett    | kiesett    |
| Paul Arne Skajem      | Műlesiklás       | 55,11         | 12.           | 52,10    | 11.      | 1:47,21    | 11.        |
| Paul Arne Skajem      | Óriás-műlesiklás | 1:23,12       | 30.           | 1:23,99  | 23.      | 2:47,11    | 24.        |
| Odd Sørli             | Műlesiklás       | 56,93         | 23.           | 54,43    | 22.      | 1:51,36    | 20.        |
| Odd Sørli             | Óriás-műlesiklás | 1:22,87       | 26.           | 1:24,43  | 26.*     | 2:47,30    | 25.        |

Női
| Versenyző        | Versenyszám      | 1. futam      | 1. futam      | 2. futam | 2. futam | Összesítés | Összesítés |
| Versenyző        | Versenyszám      | Idő           | Hely.         | Idő      | Hely.    | Idő        | Helyezés   |
| ---------------- | ---------------- | ------------- | ------------- | -------- | -------- | ---------- | ---------- |
| Torill Fjeldstad | Lesiklás         |               |               |          |          | 1:39,69    | 7.*        |
| Torill Fjeldstad | Műlesiklás       | nem ért célba | nem ért célba | kiesett  | kiesett  | kiesett    | kiesett    |
| Torill Fjeldstad | Óriás-műlesiklás | 1:18,26       | 20.           | 1:31,40  | 24.      | 2:49,66    | 22.        |

* - egy másik versenyzővel azonos eredményt ért el

## Biatlon
| Versenyző                                           | Versenyszám      | Lövőhiba | Időeredmény | Helyezés |
| --------------------------------------------------- | ---------------- | -------- | ----------- | -------- |
| Svein Engen                                         | 20 km egyéni     | 3        | 1:11:30,25  | 4.       |
| Sigleif Johansen                                    | 20 km egyéni     | 2        | 1:13:20,12  | 13.      |
| Terje Krokstad                                      | 10 km sprint     | 4        | 35:15,40    | 17.      |
| Odd Lirhus                                          | 10 km sprint     | 2        | 34:10,39    | 7.       |
| Odd Lirhus                                          | 20 km egyéni     | 8        | 1:15:39,41  | 23.      |
| Kjell Søbak                                         | 10 km sprint     | 1        | 33:34,64    | 5.       |
| Svein Engen Kjell Søbak Odd Lirhus Sigleif Johansen | 4 × 7,5 km váltó | 3        | 1:38:11,76  | 4.       |

## Északi összetett
| Versenyző            | Síugrás | Síugrás | Sífutás    | Sífutás    | Sífutás    | Összesítés | Összesítés |
| Versenyző            | Pont    | Hely.   | Idő        | Pont       | Hely.      | Pont       | Helyezés   |
| -------------------- | ------- | ------- | ---------- | ---------- | ---------- | ---------- | ---------- |
| Hallstein Bøgseth    | 203,8   | 8.      | 50:29,9    | 195,190    | 19.        | 398,990    | 11.        |
| Odd Arne Engh        | 199,9   | 12.     | 57:56,2    | 128,245    | 29.        | 328,145    | 29.        |
| Arne Morten Granlien | 158,5   | 30.     | nem indult | nem indult | nem indult | kiesett    | kiesett    |
| Tom Sandberg         | 203,7   | 9.      | 48:19,4    | 214,765    | 5.         | 418,465    | 4.         |

## Gyorskorcsolya
Férfi
| Versenyző             | Versenyszám | Eredmény | Helyezés |
| --------------------- | ----------- | -------- | -------- |
| Terje Andersen        | 1000 m      | 1:18,52  | 12.      |
| Terje Andersen        | 1500 m      | 1:56,92  |          |
| Kai Arne Engelstad    | 500 m       | 39,30    | 16.*     |
| Tom Erik Oxholm       | 5000 m      | 7:05,59  |          |
| Tom Erik Oxholm       | 10 000 m    | 14:36,60 |          |
| Jarle Pedersen        | 500 m       | 38,83    | 6.       |
| Alf Rekstad           | 10 000 m    | 15:05,70 | 13.      |
| Frode Rønning         | 500 m       | 38,66    | 4.       |
| Frode Rønning         | 1000 m      | 1:16,91  | *        |
| Kay Arne Stenshjemmet | 1500 m      | 1:56,81  |          |
| Kay Arne Stenshjemmet | 5000 m      | 7:03,28  |          |
| Jan Egil Storholt     | 1000 m      | 1:19,34  | 17.      |
| Jan Egil Storholt     | 1500 m      | 1:57,95  | 6.       |
| Øyvind Tveter         | 5000 m      | 7:08,36  | 5.       |
| Øyvind Tveter         | 10 000 m    | 14:43,53 | 5.       |

Női
| Versenyző        | Versenyszám | Eredmény | Helyezés |
| ---------------- | ----------- | -------- | -------- |
| Bjørg Eva Jensen | 1000 m      | 1:28,55  | 12.      |
| Bjørg Eva Jensen | 1500 m      | 2:12,59  | 4.       |
| Bjørg Eva Jensen | 3000 m      | 4:32,13  |          |
| Lisbeth Korsmo   | 1500 m      | 2:15,63  | 14.      |
| Lisbeth Korsmo   | 3000 m      | 4:54,95  | 20.      |

* - egy másik versenyzővel azonos eredményt ért el

## Jégkorong
| Norvég férfi jégkorongcsapat-játékoskeret                                                                                 | Norvég férfi jégkorongcsapat-játékoskeret                                                                      | Norvég férfi jégkorongcsapat-játékoskeret                                                              |
| --- | --- | --- |
| - Trond Abrahamsen - Knut Andresen - Knut Fjeldsgaard - Stephen Foyn - Øystein Jarlsbo - Morten Johansen - Vidar Johansen | - Øivind Løsåmoen - Håkon Lundenes - Jim Marthinsen - Thor Martinsen - Rune Molberg - Geir Myhre - Nils Nilsen | - Tore Falch Nilsen - Erik Pedersen - Tom Røymark - Morten Sethereng - Petter Thoresen - Thore Wålberg |

### Eredmények
Kék csoport
| Csapat           | M | Gy | D | V | G+ | G– | Gk  | P |
| ---------------- | - | -- | - | - | -- | -- | --- | - |
| Svédország       | 5 | 4  | 1 | 0 | 26 | 7  | +19 | 9 |
| Egyesült Államok | 5 | 4  | 1 | 0 | 25 | 10 | +15 | 9 |
| Csehszlovákia    | 5 | 3  | 0 | 2 | 34 | 16 | +18 | 6 |
| Románia          | 5 | 1  | 1 | 3 | 13 | 29 | –16 | 3 |
| NSZK             | 5 | 1  | 0 | 4 | 21 | 30 | –9  | 2 |
| Norvégia         | 5 | 0  | 1 | 4 | 9  | 36 | –27 | 1 |

| 1980. február 12. | Csehszlovákia (TCH) | 11 – 0 (0–0, 5–0, 6–0) | Norvégia | Lake Placid |

|  |  |  |  |  |
|  |  |  |  |  |
|  |  |  |  |  |
|  |  |  |  |  |

| 1980. február 14. | NSZK (FRG) | 10 – 4 (5–2, 3–1, 2–1) | Norvégia | Lake Placid |

|  |  |  |  |  |
|  |  |  |  |  |
|  |  |  |  |  |
|  |  |  |  |  |

| 1980. február 16. | Egyesült Államok (USA) | 5 – 1 (0–1, 3–0, 2–0) | Norvégia | Lake Placid |

|  |  |  |  |  |
|  |  |  |  |  |
|  |  |  |  |  |
|  |  |  |  |  |

| 1980. február 18. | Svédország (SWE) | 7 – 1 (2–0, 4–0, 1–1) | Norvégia | Lake Placid |

|  |  |  |  |  |
|  |  |  |  |  |
|  |  |  |  |  |
|  |  |  |  |  |

| 1980. február 20. | Románia (ROU) | 3 – 3 (1–1, 0–1, 2–1) | Norvégia | Lake Placid |

|  |  |  |  |  |
|  |  |  |  |  |
|  |  |  |  |  |
|  |  |  |  |  |

| Csapat   | Helyezés |
| -------- | -------- |
| Norvégia | 11.      |

## Sífutás
Férfi
| Versenyző                                              | Versenyszám     | Eredmény   | Helyezés |
| ------------------------------------------------------ | --------------- | ---------- | -------- |
| Per Knut Aaland                                        | 30 km           | 1:31:26,58 | 16.      |
| Ove Aunli                                              | 15 km           | 42:28,62   |          |
| Ove Aunli                                              | 30 km           | 1:29:54,02 | 8.       |
| Anders Bakken                                          | 50 km           | 2:35:33,26 | 15.      |
| Oddvar Brå                                             | 15 km           | 43:05,64   | 9.       |
| Oddvar Brå                                             | 30 km           | 1:30:46,70 | 12.      |
| Oddvar Brå                                             | 50 km           | 2:31:46,83 | 7.       |
| Lars Erik Eriksen                                      | 15 km           | 43:11,51   | 10.      |
| Lars Erik Eriksen                                      | 30 km           | 1:30:34,34 | 10.      |
| Lars Erik Eriksen                                      | 50 km           | 2:30:53,03 | 4.       |
| Tore Gullen                                            | 15 km           | 44:42,73   | 30.      |
| Kjell Jakob Sollie                                     | 50 km           | 2:38:06,07 | 24.      |
| Lars Erik Eriksen Per Knut Aaland Ove Aunli Oddvar Brå | 4 × 10 km váltó | 1:58:45,77 |          |

Női
| Versenyző                                          | Versenyszám    | Eredmény   | Helyezés |
| -------------------------------------------------- | -------------- | ---------- | -------- |
| Berit Aunli                                        | 5 km           | 15:48,93   | 14.      |
| Berit Aunli                                        | 10 km          | 31:46,11   | 13.      |
| Anette Bøe                                         | 5 km           | 16:17,35   | 24.      |
| Marit Myrmæl                                       | 5 km           | 15:58,11   | 18.      |
| Marit Myrmæl                                       | 10 km          | 32:25,14   | 20.      |
| Hege Peikli                                        | 10 km          | 34:05,03   | 37.      |
| Brit Pettersen                                     | 5 km           | 16:03,58   | 21.      |
| Hilde Riis                                         | 10 km          | 33:08,68   | 30.      |
| Brit Pettersen Anette Bøe Marit Myrmæl Berit Aunli | 4 × 5 km váltó | 1:04:13,50 |          |

## Síugrás
| Versenyző    | Versenyszám | 1. ugrás | 1. ugrás | 2. ugrás | 2. ugrás | Összesítés | Összesítés |
| Versenyző    | Versenyszám | Pont     | Hely.    | Pont     | Hely.    | Pont       | Helyezés   |
| ------------ | ----------- | -------- | -------- | -------- | -------- | ---------- | ---------- |
| Per Bergerud | Normálsánc  | 110,7    | 24.      | 113,3    | 17.      | 224,0      | 18.        |
| Per Bergerud | Nagysánc    | 120,9    | 10.      | 103,9    | 24.      | 224,8      | 16.        |
| Ivar Mobekk  | Normálsánc  | 97,6     | 34.*     | 111,0    | 20.      | 208,6      | 27.        |
| Ivar Mobekk  | Nagysánc    | 102,8    | 32.      | 109,7    | 15.      | 212,5      | 24.        |
| Roger Ruud   | Normálsánc  | 113,3    | 20.      | 120,9    | 7.       | 234,2      | 13.        |
| Roger Ruud   | Nagysánc    | 122,7    | 9.       | 120,3    | 7.       | 243,0      | 6.         |
| Johan Sætre  | Normálsánc  | 118,0    | 12.      | 113,8    | 16.      | 231,8      | 14.        |
| Johan Sætre  | Nagysánc    | 102,0    | 33.      | 100,2    | 31.      | 202,2      | 31.        |

* - egy másik versenyzővel azonos eredményt ért el